# زالاآپاتی
زالاآپاتی (به مجاری:  Zalaapáti) یک منطقهٔ مسکونی در مجارستان است که در ناحیه کست‌هی واقع شده‌است.